# Croton subjucundus
Croton subjucundus är en törelväxtart som beskrevs av Léon Camille Marius Croizat. Croton subjucundus ingår i släktet Croton och familjen törelväxter. Inga underarter finns listade i Catalogue of Life.